# Симфонія № 5 (Мендельсон)
Симфонія № 5, Ре мажор/ре мінор, op.107  — симфонія Фелікса Мендельсона, написана в 1832 році з нагоди 300-ї річниці від написання «Аугсбурзьке сповідання» Філіпа Меланхтона, і тому відома як «Реформаційна» (нім. "Reformations-Sinfonie").
Симфонія була написана 1830 року і, таким чином, хронологічно є другою, після до-мінорної, в доробку композитора. Прем'єрне виконання симфонії відбулося влітку 1832 року, однак автор лишився незадоволений твором, і при житті автора симфонія більше не звучала і не видавалася. Друге виконання симфонії відбулося лише 1868, через 20 років після смерті автора.
Склад оркестру: 2 флейти, 2 гобоя, 2 кларнета, 2 фагота, контрафагот, серпент (четверта частина), 2 валторни, 2 труби, 3 тромбони, литаври і струнні. У симфонії використано протестантські хорали — в першій частині — «Dresden amen», у фіналі — «Ein feste Burg ist unser Gott»

## Структура
1. Andante — Allegro con fuoco
2. Allegro vivace
3. Andante
4. Andante con moto — Allegro maestoso